# 7277 Klass
7277 Klass eller 1983 RM2 är en asteroid i huvudbältet som upptäcktes den 4 september 1983 av den amerikanske astronomen Edward L.G. Bowell vid Anderson Mesa Station. Den är uppkallad efter den amerikanske journalisten Philip J. Klass.
Asteroiden har en diameter på ungefär 9 kilometer.